# Maximilian Mörseburg
Maximilian Rick Mörseburg (* 22. März 1992 in Stuttgart) ist ein deutscher Politiker (CDU). Er war von 2021 bis 2025 Mitglied des Deutschen Bundestages. 

## Leben
Mörseburg wurde in Stuttgart geboren und legte hier auch sein Abitur am Dillmann-Gymnasium ab. Zuvor verbrachte er ein Auslandsjahr in Kanada. In Mannheim erlangte er einen Bachelor als Unternehmensjurist und legte danach sein erstes juristisches Staatsexamen ab. Nach einer kurzen Tätigkeit als wissenschaftlicher Mitarbeiter bei Ernst & Young war Mörseburg als Rechtsreferendar beim Landgericht Stuttgart zwei Jahre lang beschäftigt sowie für das Amtsgericht Bad Cannstatt, die Staatsanwaltschaft Stuttgart, das Regierungspräsidium Stuttgart, Rechtsanwalt Klaus Nopper und einen Fachverlag tätig. Nach dem zweiten juristischen Staatsexamen war er ebenfalls für einen Verlag tätig und ist seit 2021 als Rechtsanwalt zugelassen. Seit zwei Jahren lebt Mörseburg in Stuttgart-Mitte.

## Politik
Im Juli 2019 wurde Mörseburg in den Stadtrat der Stadt Stuttgart gewählt. Dort war er Mitglied im Ausschuss für Wirtschaft und Wohnen, im Sozial‐ und Gesundheitsausschuss, im Ausschuss für Kultur und Medien sowie im Internationalen Ausschuss. Zudem war er stellvertretender Vorsitzender seiner Fraktion.
Bei der Bundestagswahl 2021 kandidierte Mörseburg als Direktkandidat für den Bundestagswahlkreis Stuttgart II, in welchem er mit 25,9 % der Erststimmen das Direktmandat gewann. Er setzte sich unter anderem gegen Anna Christmann durch. In Folge legte er sein Mandat für den Stuttgarter Stadtrat nieder.
Bei der Bundestagswahl 2025 gewann Mörseburg erneut den Wahlkreis Stuttgart II, wurde aber aufgrund der mangelnden Zweitstimmendeckung nicht wieder ins Parlament gewählt.

## Mitgliedschaften
Maximilian Mörseburg ist Mitglied der überparteilichen Europa-Union Deutschland, die sich für ein föderales Europa und den europäischen Einigungsprozess einsetzt.